# Парламентские выборы на Кубе (1914)
Промежуточные парламентские выборы на Кубе проходили 1 ноября 1914 года. На них избиралась половина депутатов Палаты представителей, а также одно место в Сенате. В результате наибольшее количество мест заняла Национальная консервативная партия, получившая 22 из 49 места нижней палаты парламента и место в Сенате. 

## Результаты
| Партия                             | Голосов | %     | Мест |
| ---------------------------------- | ------- | ----- | ---- |
| Национальная консервативная партия |         | 44,90 | 22   |
| Либеральная партия                 |         | 30,61 | 15   |
| Юнионистская либеральная партия    |         | 18,37 | 9    |
| Провинциальная либеральная партия  |         | 4,08  | 2    |
| Кубинская национальная партия      |         | 2,04  | 1    |
| Всего                              |         | 100   | 49   |
| Источник: Dieter Nohlen            |         |       |      |